# 新山村 (岡山県御津郡)
新山村（にいやまそん）は、岡山県御津郡にあった村。
廃止直前の新山村は、現在の加賀郡吉備中央町粟井谷、尾原、笹目、杉谷、溝部、福沢にあたる。

## 沿革
- 1889年6月1日 - 町村制施行に伴い、津高郡尾原村、笹目村、溝部村、福沢村が合併し、新山村となる。
- 1900年4月1日 - 津高郡が御野郡と合併し、御津郡となる。
- 1953年7月1日 - 江与味村の内、大字江与味が久米郡旭町に編入、江与味村の内、大字粟井谷、杉谷が新山村に編入される。
- 1955年3月31日 - 御津郡円城村、長田村、津賀村、豊岡村と合併、加茂川町となる。